# Reinig
Reinig ist ein Ortsteil der Gemeinde Wasserliesch im Landkreis Trier-Saarburg in Rheinland-Pfalz. Reinig liegt etwa 10 km stromaufwärts von Trier am rechten Ufer der Mosel. Reinig war herrschaftlich und kirchlich stets mit Wasserliesch verbunden.

## Geschichte
Als historische Siedlung mit einer Furt und einer Fähre zum gegenüberliegenden Ort Igel kam Reinig vermutlich schon in Vorzeiten eine gewisse Bedeutung zu. Den Flussübergang nutzten aber auch die Römer, denn man fand auf Gemeindegebiet Überreste der alten Römerstraße, die in geringer Entfernung vom Ort vom Saargau herkommend über Tawern und Konz nach Trier führte. Von ihr aus gab es eine Abzweigung nach Reinig.
Alte Häuser in verwinkelten Gassen und Kulturdenkmäler belegen die weit in die Vergangenheit reichende Ortsgeschichte. Ein imposantes zweiteiliges Wegekreuz, das Reiniger Kreuz, mit der Jahreszahl 1800 markiert den historischen Ortseingang. Die Reiniger Kapelle mit einer St. Nikolausfigur über dem Eingang erbauten die Reiniger Bürger im frühen 18. Jahrhundert als „Oratorium für das gemeinsame Gebet des Rosenkranzes“. Älter ist das Schifferkreuz am ehemaligen Fähranleger, das irgendwann aus den Teilen zweier Bildstöcke zusammengesetzt worden ist. Der obere Teil trägt eine Kreuzigungsgruppe und die Jahreszahl 1661, der untere die Jahreszahl 1734 und ein Relief des heiligen Nikolaus, des Schutzpatrons der Schiffsleute.
Seit dem 10. Jahrhundert bis zur Säkularisation war Reinig eine Grundherrschaft, ab 1569 mit Sitz in Igel, die in einer „Burg“ am Moselufer residierte. Zu ihr gehörten auch das an einem Herrschaftssitz übliche Grund- und Mittelgericht mit einem Meier und Schöffen. Der Herrschaftsbereich umfasste bis 1569 die umliegenden Ortschaften Wasserliesch, Könen (heute Stadtteil von Konz), Liersberg (heute Ortsteil von Igel) und Igel. Gut hundert Jahre später ist Könen nicht mehr genannt, dafür die Orte Grevenich (heute Ortsteil von Langsur) und Rosport in Luxemburg.
Von der Burg, die keine Burg im eigentlichen Sinn, sondern ein kleines befestigtes Schloss gewesen ist, blieb nur der Flur- und Straßenname „Auf der Burg“ erhalten. Allerdings stieß man bei Bauarbeiten immer wieder auf Überreste, so auch im Jahre 1912, als man Teile eines Torbogens mit dem Wappen der letzten Herrschaft, der Lothringer Grafen zu Crichingen und Pittingen, fand. Auch diese Bruchstücke sind nicht erhalten geblieben; sie sollen, wohl um Schwierigkeiten mit den Denkmalschutzbehörden zu vermeiden, in die Mosel geworfen worden sein.
Dem Abt der Trierer Abtei St. Maximin gehörte seit dem Mittelalter der vierte Teil der Einkünfte des „Schlosses und der Herrlichkeit“ zu Reinig. Neben den Einnahmen aus Landwirtschaft und Weinbau sowie dem Zehnten und den Einnahmen der Fähre dürfte es sich auch um Schiffszoll gehandelt haben. Verbrieft ist, dass der Trierer Erzbischof Boemund II. von Saarbrücken Mitte des 14. Jahrhunderts in Reinig von vorbeifahrenden Schiffen Zoll erheben ließ.
Im Jahre 1440 soll das Reiniger Schloss während der so genannten „Manderscheid'chen Fehde“ der Stadt Trier, die diese damals in große Bedrängnis gebracht hatte, eine Rolle gespielt haben. Graf Ulrich von Manderscheid versuchte zu dieser Zeit, seinen Anspruch auf den Trierer Bischofssitz mit Waffengewalt durchzusetzen. Als er sich dafür in dem „Schlösschen zu Reinig“ festsetzen wollte, beabsichtigte die Stadt Trier, es zerstören zu lassen. Die Stadtväter ließen jedoch davon ab, nachdem sich ein wohlhabender Bürger aus der Stadt Trier für das Schlösschen und seinen damaligen Herrn verbürgte. Als Ulrich von Manderscheid sein Vorhaben in die Tat umsetzte, verlor er seinen Besitz an die Stadt, obwohl Ulrich keinen Erfolg mit seiner Aktion hatte.
Anfang des 17. Jahrhunderts ist die Herrschaft zu Reinig in wirtschaftliche Schwierigkeiten geraten. Franz Ernst, Graf zu Crichingen, Freiherr zu Pittingen, Domkustos zu Trier, verpfändete im Jahre 1634 die ihm gehörenden Herrschaften Reinig, Rosport und Pittingen (beide Orte liegen in Luxemburg) für 7000 Reichstaler an das damalige Kartäuserkloster St. Alban zu Trier, das später nach Konz übersiedelte. Doch er oder seine Nachfolger konnten das Pfand nicht einlösen, sodass der Besitz Ende des 18. Jahrhunderts an das Kloster fiel. Zuletzt hatte im Jahr 1766 die Kaiserin Maria-Theresia von Österreich (1717–1780) dem Kloster den Reiniger Besitz bestätigt – im Jahr 1714 war das Herzogtum Luxemburg und damit auch die Burg und Herrschaft Reinig den Österreichischen Niederlanden zugeschlagen worden.
Wann das Schloss zu Reinig gebaut wurde und wie lange es genau gestanden hat, weiß niemand. Allerdings haben bereits die Römer den Moselübergang in Reinig genutzt und hier eine Siedlung gegründet, die sie Reniche, Rinicha oder so ähnlich nannten. Sehr wahrscheinlich gab es während ihrer Herrschaft auch schon ein Befestigungsbauwerk zur Kontrolle der Schiffsbewegungen, aus dem später die Burg bzw. das Schoss Reinig entstanden ist. In der 1. Hälfte des 17. Jahrhunderts war während des Dreißigjährigen Krieges das Gebäude bereits vollständig zerstört. Das geht aus dem Inventurverzeichnis des Klosters St. Alban aus dem Jahr 1759 hervor. Darin heißt es: „… item das gräfliche Schlohs Reinig ist schon anno 1631, vor der Zeit, eh die Carthaus die pfandschaft übernommen, völlig ruiniert und verfallen gewesen, ist ahenitzo eine schlechte bauernhütte daselbst mit einem garthen“.
Am Tage der Schlacht an der Konzer Brücke (11. August 1675) erbeutete der kaiserliche General Otto de Grana zwei bei Reinig ankernde Proviantschiffe der feindlichen Franzosen. 
Die Gemeinde Wasserliesch führte bis in die 1930er Jahre den Namen Wasserliesch-Reinig.